# Uncinia macloviana
Uncinia macloviana är en halvgräsart som beskrevs av Charles Gaudichaud-Beaupré. Uncinia macloviana ingår i släktet Uncinia och familjen halvgräs. Inga underarter finns listade i Catalogue of Life.